# Wilhelm Zander
Wilhelm Zander, född 22 april 1911 i Saarbrücken, död 27 september 1974 i München, var en politisk funktionär i NSDAP och SS-officer med Standartenführer som slutlig tjänstegrad.
Zander var affärsman och verksam inom trävaruhandeln. Han blev medlem i NSDAP 1931 och inträdde i SS som Sturmführer. Han var från 1933 verksam vid Reichsführer SS personalavdelning, 1935 adjutant hos SS-Oberabschnittsführer Nordwest, 1936 i samma position hos SS-Oberabschnittsführer Mitte och 1937 Sturmbannführer.
Efter en duell förflyttades han till Führerns stab hos Reichsleiter Martin Bormann, blev 1940 Reichsamtsleiter i NSDAP och tjänstgjorde 1941–1943 i olika staber i Waffen-SS samt 1943 hos NSDAP:s Oberbereichsleiter. Han befordrades till SS-Obersturmbannführer och i september 1944 till SS-Standartenführer. I andra världskrigets slutskede tjänstgjorde han i Führerbunkern i Berlin vilken han lämnade den 29 april 1945 för att överbringa Hitlers pölitiska testamente till Paul Giesler i Bayern.